# Gaston Knosp
Gaston Knosp, né le 29 mai 1874 à Milan et mort à Bruxelles le 6 février 1942 est un musicien, écrivain et compositeur franco-belge.
Il s'est formé à Paris auprès de Jules Massenet, André Gedalge et Albert Lavignac.
En 1898, il rejoint son père qui avait une entreprise à Hanoi, ce fut l'occasion pour lui de découvrir la musique non européenne, orientale et plus tard africaine et celle des amérindiens d'Amérique du Nord.
Gaston Knosp s'installe à Bruxelles dès 1912 où il continue à composer et à participer à la vie culturelle. 
Il fit partie du groupe gravitant autour de la revue Tribune fondée par l'écrivain Jean Groffier.

## Compositions
- Arcana, sérénade bergamasque, morceau pour violon et piano, 1923.
- Ô Provence, avec des paroles du chansonnier Charles Gille. Chant accompagné de piano, 1923.
- Ex Orient(e) Lux, six esquisses orientales, morceaux pour piano, 1924.
- Menuet pour une précieuse, morceau pour piano, 1924.
- Caravane dans la nuit, morceau pour piano, 1932.

## Écrits
- La musique des Indiens de l'Amérique du Nord, 1922.
- Enquête sur la vie musicale au Congo Belge, 1935.